# Black Tide - Un caso di scomparsa
Black Tide - Un caso di scomparsa (Fleuve noir) è un film del 2018 diretto da Érick Zonca.
Il film, di genere noir, è stato distribuito in Francia dal 18 luglio 2018. In italia il film è stato distribuito nelle sale dal 22 novembre 2018.
Il soggetto è tratto dal libro Un caso di scomparsa di Dror Mishani.

## Trama
Il film ruota attorno alle indagini sulla misteriosa sparizione di Dany Arnault, sedicenne dalla vita apparentemente perfetta. Il caso è affidato al comandante della polizia François Visconti. Abbandonato dalla moglie è aggressivo, laido, maleducato, misogino, e assolve con poco interesse i doveri di genitore di un adolescente forse coinvolto in un traffico di droga. Le ricerche partono con la denuncia della madre di Dany, Solange, donna che si occupa con dedizione anche della figlia down, ha un marito marinaio sempre assente e nasconde un terribile segreto. L’inchiesta si dipana tra false piste (inizialmente si pensa a una fuga del ragazzo per aderire alla jihad) e l’intervento del vicino di casa professore e aspirante scrittore frustrato Yann Bellaile, sospettato di aver avuto una relazione intima col liceale e di essere responsabile della sua scomparsa. Lui, se da una parte manipola i fatti con telefonate anonime e messaggi allo scopo di prepararsi alla stesura del suo romanzo, dall’altro indirizza il poliziotto verso la soluzione dell’enigma.

## Accoglienza

### Critica
Dopo il suo rilascio in Francia il sito di Allociné ha registrato una media dei voti di 2,5/5 in base alle recensioni della stampa specializzata.

### Incassi
Il film ha incassato 21,9 mila euro in Italia.